# Марк Ульпий Траян Старший
Марк Ульпий Траян Старший (лат. Marcus Ulpius Traianus Maior; около 30, Италика — около 100) — военный и государственный деятель Римской империи. Отец императора Траяна.

## Биография
Происходил из богатого плебейского рода Ульпиев. Родился в Италике приблизительно в 30 году. О родителях сведений нет. Состояние семьи и собственные таланты позволили Траяну в 65—66 годах стать сенатором. В 67 году получил в подчинение легионы для войны против Парфии. Ульпий воевал под руководством Корбулона.
В 68 году стал командующим X легиона и принял участие в подавлении Иудейского восстания. Здесь Траян подружился с будущим императором Веспасианом. В благодарность за службу Веспасиан наградил его званием патриция.
В 70 году стал консулом-суффектом. В 70—73 годах был проконсулом провинции Бетика, а затем Сирии. В 79—80 годах был проконсулом провинции Азия.
С 80 года снова получает в управление Сирию. Отразил наступление парфянской армии, заставив вражеского царя заключить с Римом мирный договор.
О дальнейшей деятельности мало сведений. В 100 году в честь отца, матери и сестры император Траян основал колонию Марциана Ульпия Траяна Тамугади (современный Тимгад, Алжир).
Был женат на Марции. Имел сына Марка Ульпия Траяна и дочь Ульпию Марциану.